# يوما ما (أغنية ماريا كاري)
«يوما ما» هي أغنية من تأليف ماريا كاري وبن مارغوليز، أنتجها ريك ويك لألبوم ماريا الأول، ماريا كاري (1990). هي الأغنية المنفردة الثالثة من الألبوم صدرت في عام 1990 , الأغنية من تأثير جاك البديل، تصدرت الرسوم البيانية في الولايات المتحدة، لتصبح ثالث أغنية لماريا تتصدر الرسوم البيانية على التوالي. كما فازت الأغنيتين الفردتين «رؤية الحب» و «الحب يستغرق وقتا» في جوائز البوب بي إم إي الموسيقية أيضا «يوما ما» فازت في فئة أفضل كاتب أغاني.

## التسجيل
«يوما ما» كانت واحدة من الخمس الاغاني التي كانت في شريط ماريا التجريبي، سلم الشريط بواسطة بريندا كي. ستار لرئيس التنفيذي تومي موتولا، أدى ذلك إلى حصول ماريا على عقد تسجيل. قدمت سوني تعديلات على النسخة على الشريط التجريبي لأنهم اعتقدوا شديد الخشونة—واتخذت أنغام البوق خارجاً وتم استبدالها في ألحان الإيتار الكهربائي، تم اختصار النهاية إلى حوالي ثماني ثوان. اضطر ماريا وبن لقبول التغييرات التي تم إجراؤها لأنه قد لا يسمح أن تشارك في إنتاج. يقال: أن ماريا غير راضية عن النسخة النهائية من «يوما ما» المنتجة، لأنها كانت تعتقد وبن مارغوليز أنها على حد سواء كانت «مصقولة» للغاية. زوج ماريا نيك كانون أكد في وقت لاحق في مقابلة عام 2011 مع بيريز هيلتون أن ماريا ليست مغرمة في الأغنية.

## الأداء التجاري
«يوما ما» تصدرت المركز الأول في الولايات المتحدة، أصبحت ثالث أغنية تتصدر على التوالي المركز الأول في بيلبورد. وصلت إلى المركز الأول في الأسبوع الثامن على بيلبورد وقضيت أسبوعين في الصدارة، من 3 مارس - 16 مارس، 1991. حلت مكانها أغنية ويتني هيوستن «كل الرجال الذين أحتاجهم»، وحلت محلها أغنية تيمي تي «محاولة أخرى». «يوما ما» مضيت 15 أسبوعاً في المراكز 40 الأولى وكانت في المرتبة 13 على الرسم البياني في نهاية العام من عام 1991، مما يجعلها واحدة من أنجح الأغاني في هذا العام. تم تصديق الأغنية ذهبي من قبل اتحاد صناعة التسجيلات الأمريكية (RIAA).

## الجوائز والترشيحات
| السنة | الحفل                          | الفئة            | النتيجة |
| ----- | ------------------------------ | ---------------- | ------- |
| 1991  | جوائز البوب بي إم إي الموسيقية | أفضل كاتب أغاني  | فوز     |
| 1992  | جائزة الموسيقى الأمريكية       | أفضل أغنية راقصة | رُشِّح     |

## الفيديو كليب
معلومات عن الفيديو كليب
- المخرج: (لاري جوردان)
- البطولة: (ماريا كاري)
- الصوت: (ماريا كاري)
- المكان: (بايون، نيو جيرسي)
- المدة: 4:29

## قائمة أغاني الأغنية المنفردة
حول العالم قرص مضغوط منفرد
1. «يوما ما» (جديد 7" جاكسواغ)
2. «وحيدة في الحب»

حول العالم قرص مضغوط منفرد-طويل // اليابان فقط منفرد-طويل صور قرص مضغوط
1. «يوما ما» (جديد 7" جاكسواغ)
2. «يوما ما» (جديد 7" جاكسواغ)
3. «يوما ما» (جديد 12" جاكسواغ)
4. «يوما ما» (pianoapercapella)
5. «وحيدة في الحب»

المملكة المتحدة قرص مضغوط منفرد-طويل #1
1. «يوما ما» (جديد 7" جاكسواغ)
2. «يوما ما» (جديد 12" جاكسواغ)
3. «يوما ما» (جديد 12" جاكسواغ)

المملكة المتحدة قرص مضغوط منفرد-طويل #2
1. «يوما ما» (جديد 7" جاكسواغ)
2. «رؤية الحب»
3. «الحب يستغرق وقتا»
4. «وحيدة في الحب»

إسبانيا 7" ترويج منفرد
1. «يوما ما»

## الرسوم البيانية والشهادات
| المخطط (1991)                                           | المنصب |
| ------------------------------------------------------- | ------ |
| أستراليا                                                | 44     |
| كندا                                                    | 1      |
| هولندا                                                  | 21     |
| فلندا                                                   | 17     |
| فرنسا                                                   | 38     |
| اليابان                                                 | 48     |
| المملكة المتحدة                                         | 38     |
| الولايات المتحدة بيلبورد 100 الساخن                     | 1      |
| الولايات المتحدة المسارات المعاصرة للكبار               | 5      |
| الولايات المتحدة بيلبورد للأغاني النادي الراقصة الساخنة | 1      |
| الولايات المتحدة لأغاني الآر أند بي/هيب-هوب             | 3      |

| المخطط (1991)                       | المنصب |
| ----------------------------------- | ------ |
| الولايات المتحدة بيلبورد 100 الساخن | 13     |

### الشهادات
| البلد            | الشهادات |
| ---------------- | -------- |
| الولايات المتحدة | ذهبي     |